# 블러드 (2009년 영화)
블러드(영어: Blood: The Last Vampire)는 2009년 영국-프랑스-홍콩 회사의 공동 합작으로 제작된 공포 액션 영화로 2000년 동명의 일본 애니메이션(블러드 - 라스트 뱀파이어)을 리메이크한 작품이다.
감독은 크리스 나흔이 맡았으며, 프랑스 회사 파르테와 홍콩 회사 에드코 그리고 프로덕션 I.G의 허락을 받아 일본 시장을 넘어 다른 아시아 시장을 노리기 위해 본 영화에 출연하는 배우들의 대사를 모두 영어로 통일시켰다. 영화 줄거리는 인간과 흡혈귀 사이에서 태어난 혼혈 소녀 사야가 인간들과 손을 잡고 순종 흡혈귀들을 찾아 사냥하다가 최강의 흡혈귀 오니겐을 만나는 것을 주요 골자로 하고 있다.

## 배역
- 전지현 : 사야
- 앨리슨 밀러 : 앨리스 맥키
- 고유키 : 오니겐

## 같이 보기
- 블러드 - 라스트 뱀파이어